# Adam-lès-Passavant
Adam-lès-Passavant település Franciaországban, Doubs megyében. Lakosainak száma 88 fő (2022. január 1.). Adam-lès-Passavant Pont-les-Moulins, Passavant, Saint-Juan, Silley-Bléfond és Guillon-les-Bains községekkel határos.

## Népesség
A település népességének változása:
| Lakosok száma | 65   | 71   | 77   | 85   | 99   | 94   | 89   | 88   | 88   | 88   |
|               | 1968 | 1982 | 1990 | 2006 | 2013 | 2015 | 2017 | 2019 | 2020 | 2022 |